# Mark Stafford
Mark Stafford (ur. 20 sierpnia 1987) – północnoirlandzki piłkarz, obrońca, występujący w klubie Linfield F.C.

## Kariera
Stafford jest wychowankiem klubu Ballinamallard United F.C. Wygrał młodzieżowy puchar Irlandii Północnej w 2006 roku. Będąc kapitanem klubu, w którym się wychował, doprowadził go w 2012 roku do historycznego awansu do IFA Premiership. 20 kwietnia 2015 podpisał kontrakt z Linfield F.C.